# Thyssenkrupp Marine Systems
ThyssenKrupp Marine Systems (TKMS) är ett varvsföretag som skapades 2005 genom sammanslagning av ThyssenKrupps varv med Howaldtswerke-Deutsche Werft (HDW).
Sedan 5 januari 2006 är Blohm + Voss central för Thyssenkrupp Marine Systems. 

## Företag
I ThyssenKrupp Marine Systems ingår följande företag:
- Howaldtswerke Deutsche Werft AG, Kiel
- Nobiskrug, Rendsburg
- Blohm + Voss, Hamburg
- Nordseewerke, Emden
- Hellenic Shipyards S.A., Grekland.